# Різуненківська сільська рада
Різу́ненківська сільська́ ра́да — орган місцевого самоврядування в Коломацькому районі Харківської області. Адміністративний центр — село Різуненкове.

## Загальні відомості
- Різуненківська сільська рада утворена в 1920 році.
- Територія ради: 80,139 км²
- Населення ради: 1 415 осіб (станом на 2001 рік)

## Населені пункти
Сільській раді підпорядковані населені пункти:
- с. Різуненкове
- с. Вдовичине
- с. Ганнівка
- с. Гришкове
- с. Гуртовівка
- с. Каленикове
- с. Крамарівка
- с. Мирошниківка
- с. Прядківка
- с. Явтухівка

### Зниклі населені пункти
- село Євтушенково
- село Куцівка
- село Степове

## Склад ради
Рада складається з 16 депутатів та голови.
- Голова ради: Непійко Володимир Петрович
- Секретар ради: Бездітко Тетяна Петрівна

### Керівний склад попередніх скликань
| Прізвище, ім'я, по батькові     | Основні відомості                                                         | Дата обрання | Дата звільнення |
| ------------------------------- | ------------------------------------------------------------------------- | ------------ | --------------- |
| Трохименко Віктор Володимирович | Сільський голова, 1959 року народження                                    | 26.03.2006   | 01.08.2006      |
| Непійко Володимир Петрович      | Сільський голова, 1950 року народження, освіта вища, член Партії регіонів | 17.12.2006   | 31.10.2010      |
| Непійко Володимир Петрович      | Сільський голова, 1950 року народження, освіта вища, безпартійний         | 31.10.2010   |                 |

Примітка: таблиця складена за даними сайту Верховної Ради України

### Депутати
За результатами місцевих виборів 2010 року депутатами ради стали:

#### За суб'єктами висування
| Суб'єкт висування                                       | Кількість обраних депутатів | %    |
| ------------------------------------------------------- | --------------------------- | ---- |
| Партія регіонів                                         | 11                          | 68,8 |
| Політична партія Всеукраїнське об'єднання «Батьківщина» | 3                           | 18,8 |
| Політична партія «Сильна Україна»                       | 1                           | 6,3  |
| Самовисування                                           | 1                           | 6,3  |

#### За округами
| № округу                                                | Прізвище, ім'я, по батькові    | Дата визнання обраним | Освіта             | Партійна приналежність                         | Відомості про обраного депутата                               |
| ------------------------------------------------------- | ------------------------------ | --------------------- | ------------------ | ---------------------------------------------- | ------------------------------------------------------------- |
| Партія регіонів                                         |                                |                       |                    |                                                |                                                               |
| 1                                                       | Василенко Юрій Юрійович        | 02.11.2010            | середня            | член Партії промисловців і підприємців України | ТОВ «Василенків хутір», голов-ний інженер                     |
| 2                                                       | Бездітко Тетяна Петрівна       | 02.11.2010            | середня спеціальна | член Партії регіонів                           | Різуненківська сільська рада, секретар                        |
| 4                                                       | Нефідова Людмила Миколаївна    | 02.11.2010            | незакінчена вища   | позапартійна                                   | НВК с. Різуненкове, старша вожата                             |
| 5                                                       | Балановська Людмила Михайлівна | 02.11.2010            | середня            | позапартійна                                   | НВК с. Різуненкове, праля                                     |
| 6                                                       | Бездітко Олексій Іванович      | 02.11.2010            | середня            | позапартійний                                  | приватний підприємець                                         |
| 8                                                       | Різуненко Тетяна Василівна     | 02.11.2010            | вища               | член Партії регіонів                           | Відділ освіти Коломацької РДА, началь-ник господарської групи |
| 9                                                       | Гуртова Катерина Анатоліївна   | 02.11.2010            | середня            | позапартійна                                   | НВК с. Різуненкове, помічник кухара                           |
| 10                                                      | Хміль Світлана Георгіївна      | 02.11.2010            | середня            | член Партії регіонів                           | Різуненківське ВПЗ, листоно-ша                                |
| 12                                                      | Животинська Інна Василівна     | 02.11.2010            | вища               | позапартійна                                   | Коломацьке районне управління юстиції, началь-ник             |
| 13                                                      | Крильо Іван Іванович           | 02.11.2010            | середня            | позапартійний                                  | тимчасово не працює                                           |
| 16                                                      | Тремба Володимир Іванович      | 02.11.2010            | середня            | позапартійний                                  | тимчасово не працює                                           |
| Політична партія Всеукраїнське об'єднання «Батьківщина» |                                |                       |                    |                                                |                                                               |
| 3                                                       | Різуненко Тамара Петрівна      | 02.11.2010            | середня            | член Всеукраїнського об'єднання «Батьківщина»  | приватний підприємець                                         |
| 7                                                       | Стокоясова Лідія Григорівна    | 02.11.2010            | середня            | член Всеукраїнського об'єднання «Батьківщина»  | цукровий заводу «Бенефіт», кліровщик                          |
| 11                                                      | Заіченко Анна Юріївна          | 02.11.2010            | середня            | член Всеукраїнського об'єднання «Батьківщина»  | тимчасово не працює                                           |
| Політична партія «Сильна Україна»                       |                                |                       |                    |                                                |                                                               |
| 15                                                      | Науменко Ніна Миколаївна       | 02.11.2010            | середня            | член Політичної партії «Сильна Україна»        | пенсіонер                                                     |
| Самовисування                                           |                                |                       |                    |                                                |                                                               |
| 14                                                      | Ципенко Ірина Сергіївна        | 14.11.2010            | середня спеціальна | позапартійна                                   | районна газета «Коломацький край», бухгалтер                  |